# H.R. Hiort-Lorenzen
Hans Rudolf Hiort-Lorenzen (født 16. august 1832 i Haderslev, død 14. juni 1917 i Roskilde) var en dansk jurist, politiker, journalist, forfatter og embedsmand. Han var søn af Peter Hiort Lorenzen og bror til Johan Frederik Lorenzen.

## Biografi
Hiort-Lorenzen var elev på Sorø Akademi 1843 og blev student i 1851. Derefter uddannede han sig til cand.jur.slesv. ved appellationretten i Flensborg 1855. Efter uddannelsen blev han amtssekretær i Flensborg og Haderslev i 1856, tillige blev han protokolfører ved Stænderforsamlingen i Flensborg fra februar 1857. Desuden blev han midlertidigt ansat som borgmester, politimester og byfoged i Egernførde 24. januar 1859, hvorefter han i samme embeder fik kongelige udnævnelse 20. november 1859. Han blev herredsfoged i Sattrup og Mårkær Herreder med bolig i Slesvig 16. april 1860 og forlod denne by 7. februar 1864 som den sidste af embedsmændene. Han var forvalter ved det militære lazaret på Frederiksberg Slot fra februar 1864. Den 1. april 1865 blev han afskediget som herredsfoged i medfør af forordningen af 30. oktober 1864.

### Politisk aktivitet
Han var udgiver og redaktør af Dannevirke i Haderslev fra januar 1868 til december 1877, tillige af Freja i perioden 1874-1877. Han udstod flere fængselsstraffe for presseforseelser, således i 1874 8 måneders fæstningsarrest i Magdeburg for majestætsfornærmelse, idet de tyske præster i Sønderjylland i Dannevirke var blevet opfordret til at anråbe himlen om, at mage det så, at deres kejser ville holde det løfte, han havde givet i § V, så at han kunne gå i sin grav som ærlig mand. Han forlod 15. november 1877 Haderslev for at undgå den preussiske regerings udvisningsordre. Han var ligeledes chefredaktør af Nationaltidende fra 1. januar 1878 til 12. juli 1893, tillige af Dagstelegraphen i perioden 1878-1891. Desuden var han medlem af folketinget for Odense amts 3. valgkreds (Assenskredsen) januar-april 1879 (for Højre). Han var stiftsskriver for Sjællands Stift, værge for Roskilde Domkirke og forvalter af domkirkens gods 1. december 1894 ved kongelig resolution af 17. november 1894. Han blev også medlem af administrationskommissionen for Baroniet Løvenborg 1898-1905 og påbegyndte i december 1914 en indsamling til faldne nordslesvigeres efterladte (senere Sønderjydsk Fond).
Han var medlem af bestyrelsen for "Samfundet for Dansk-Norsk genealogi og personalehistorie" fra 1906. Desuden blev han den 16. april 1883 æresmedlem af "Reale Accademia Araldico-Genealogica" i Pisa, af "Conseil Héraldique de France" 10. februar 1886, af "De Nederlandsche Leeuw" 1890, af "Istituto Araldico Italiano" i Rom 1894, af "Collegio Araldico" i Rom 1903 og af "Société des Arts et des Sciences Auxiliaires de l´Histoire" i Paris 26. juli 1910. Desuden var han korresponderende medlem af "Verein für mecklenburgische Geschichte und Altertumskunde" 1899 og af "Sociatat Catalana d´Heraldica" i Barcelona 6. februar 1917.

### Forfatterskab
Han udgav "Généalogie des Maisons princiéres regnantes dans l´Europe depuis 1815" 1871, "Annuaire généalogique des Maisons princiéres regnant en Europe depuis le commencement du XIX siécle", 1882-1886, "Danmarks adels årbog" siden 1884 (sammen med Anders Thiset, fra 1901 som redaktør), "Dansk Patriciske Slægter" 1891 (sammen med Sofus Elvius), ""Livre d´Or des Souverains " 1895, 2. udg. 1908 m. suppl. 1912, "Repertorium over legater og milde stiftelser i Danmark" 1896-1904 (sammen med Ellen Rosendahl og F.P.G. Salicath), "Patriciske Slægter" 2. samling 1911 og 3. samling 1915 (begge sammen med Theodor Hauch-Fausbøll), endvidere som manuskript stamtavler over familierne Muus, Bruun, Schroeter og Lorenzen, samt Legatstamtavler over slægten Bruun, skrev om Frederik II, Christian III og Christian IV´s begravelser i Roskilde Domkirke, samt artikler af genealogisk og personhistorisk indhold i dagblade, personalhistorisk tidskrift og Salmonsens konversationsleksikon.

## Udmærkelser
- Etatsråd 2. december 1893
- Ridder af Dannebrog 26. juli 1880.
- Dannebrogsmand 7. september 1907.
- K2 28. maj 1911.
- P.Chr. 3. 1880.
- S.T. 4. 1883.
- sachsen-altenburgsk Medalje for kunst og videnskab 1883.
- Russisk medalje "Merito ac Dignitate" 1883.
- S.V. 3. 1884.
- Bulg. A. 3. 1884.
- Gr.Fr.4.
- P.V.V.2. 1886.
- Medlem af samfundet for Dansk-Norsk genealogi og personalhistorie 1880.
- Diplome de Grande Médaille d´Or på Exposition Cynégétique Franco-Russe, Section Héraldique, Paris 1895.
- R.St.Stan.2. 1899.
- Pave Leo XIII's jubilæumsmedalje 1903.
- Pr.P.Ø.3. 1903.
- Medlem af Det kongelige Nordiske Oldskriftselskab 1904.
- Pr.Kr.2. 1906.
- F.Æ.L.4. 1908.